# Vojmir Bratina
Vojmir Bratina, slovenski fizik, * 21. februar 1916, Šturje, † 18. januar 1997, Toronto.

## Življenje in delo
Rodil se je v Šturjah v družini J. Bratine. Po 1. svetovni vojni se je družina preselila v Ljubljano, kjer je dokončal gimnazijo, nadaljeval študij na oddelju za strojništvo ljubljanske Tehniške fakultete ter ga 1940 z diplomo dokončal v Zagrebu. Kasneje se je izpopolnjeval na rudarskem oddelku Univerze v Ljubljani in postal 1943 še inženir rudarstva. V letih 1943 in 1944 je bil lektor na metalurškem oddelku ljubljanske univerze. Leta 1945 je odšel v emigracijo ter študiral kemijo na Univerzi v Bologni (1945-1947). Nato se je 1948 izselil v Kanado in tu študiral fiziko na univerzi v Torontu (1951-1954) ter doktoriral z disertacijo o »titanun najvažnejši kovini pri gradnji veleraket«. Zaposlil se je na znanstvenem raziskovalnem zavodu Ontario Research Fundation v Torontu, kjer je vodil delo na Metal Physies Section. Bratina je bil priznan mednarodni strokovnjak  in član raznih strokovnih organizacij. Udeležil se je številnih znanstvenih fizikalnih kongresov in napisal več znanstvenih člankov, razprav in študij iz fizike trdnih teles in kovin, o elektronski mikroskopiji, o nizkih temperaturah, o feromagnetizmu itd.